# Nati nel 1812
| Questa pagina contiene informazioni ricavate automaticamente dalle voci biografiche con l'ausilio del template Bio e di un bot. L'aggiornamento è periodico e automatico e ricostruisce completamente la pagina. Se manca una persona in questa lista, sei pregato di non aggiungerla, ma accertati piuttosto che la sua voce biografica contenga il template Bio e che i dati anagrafici siano correttamente compilati. Se il template Bio manca, inseriscilo tu stesso o, in alternativa, metti l'avviso {{tmp\|Bio}} che ne segnala la mancanza. Se i dati riportati sono sbagliati, correggi direttamente la voce biografica; le modifiche saranno visibili in questa lista entro pochi giorni. Per chiarimenti vedi il progetto biografie. La lista contiene solo le 377 persone che sono citate nell'enciclopedia e per le quali è stato implementato correttamente il template Bio. Pagina aggiornata al 18 ago 2025. |

## Gennaio(36)
- 1º gennaio - Silvestro Petrini, patriota e imprenditore italiano († 1912)
- 4 gennaio - Evdokija Petrovna Rostopčina, poetessa russa († 1858)
- 5 gennaio - Giorgio Briano, scrittore e giornalista italiano († 1874)
- 6 gennaio - Melchora Aquino, attivista e rivoluzionaria filippina († 1919)
- 6 gennaio - Catherine Glynne, nobildonna gallese († 1900)
- 6 gennaio - Knud Knudsen, linguista norvegese († 1895)
- 8 gennaio - Sigismund Thalberg, pianista e compositore austriaco († 1871)
- 8 gennaio - Luigi Vassalli, egittologo e patriota italiano († 1887)
- 9 gennaio - Eduard van der Nüll, architetto austriaco († 1868)
- 10 gennaio - Quirino Bocciardi, compositore italiano
- 10 gennaio - Georg Hermann Nicolai, architetto e docente tedesco († 1881)
- 11 gennaio - Blanche Howard, nobildonna britannica († 1840)
- 11 gennaio - Carol Szathmari, pittore, litografo e fotografo ungherese († 1887)
- 12 gennaio - Ercole Dembowski, matematico e astronomo italiano († 1881)
- 13 gennaio - Domenico Mauro, politico, letterato e patriota italiano († 1873)
- 15 gennaio - Peter Christen Asbjørnsen, scrittore norvegese († 1885)
- 15 gennaio - Wilhelm von Abbema, pittore e incisore tedesco († 1889)
- 17 gennaio - Otto Leonhard Heubner, rivoluzionario, avvocato e politico tedesco († 1893)
- 17 gennaio - Daniel Gabriel Lichard, scrittore, insegnante e giornalista slovacco († 1882)
- 17 gennaio - Federico Alberto Wenner, imprenditore svizzero († 1882)
- 17 gennaio - Ludwig Windthorst, politico tedesco († 1891)
- 20 gennaio - Francesco Antonio Maiorsini, arcivescovo cattolico italiano († 1893)
- 20 gennaio - Édouard Séguin, medico francese († 1880)
- 21 gennaio - Moses Hess, filosofo, politico e attivista tedesco († 1875)
- 22 gennaio - Raffaele Garrucci, gesuita, numismatico e archeologo italiano († 1885)
- 22 gennaio - Amadio Ronchini, storico italiano († 1890)
- 23 gennaio - Matteo Luciani, politico italiano († 1888)
- 25 gennaio - Pierre de Decker, politico belga († 1891)
- 25 gennaio - William Shanks, matematico inglese († 1882)
- 27 gennaio - Domenico Castorina, scrittore italiano († 1850)
- 27 gennaio - Giovanni Maria Lavagna, matematico italiano († 1870)
- 28 gennaio - Ilija Garašanin, politico serbo († 1874)
- 29 gennaio - Gaetano Facchi, imprenditore e politico italiano († 1895)
- 29 gennaio - Pier Carlo Leoni, storico italiano († 1874)
- 31 gennaio - Martino Anzi, botanico, naturalista e presbitero italiano († 1883)
- 31 gennaio - Carl Ludwig Kirschbaum, entomologo tedesco († 1880)

## Febbraio(28)
- 1º febbraio - Johann Karl von Huyn, generale austriaco († 1889)
- 2 febbraio - Giacinto Bianco, scrittore italiano († 1885)
- 3 febbraio - Alberto Guglielmotti, religioso, teologo e storico italiano († 1893)
- 3 febbraio - William Fraser Tolmie, chirurgo scozzese († 1886)
- 3 febbraio - Jonáš Záborský, scrittore, poeta e storico slovacco († 1876)
- 7 febbraio - Charles Dickens, scrittore e giornalista britannico († 1870)
- 7 febbraio - Ilarione Sillani, vescovo cattolico italiano († 1879)
- 8 febbraio - Agenor Gołuchowski, politico polacco († 1875)
- 11 febbraio - Francis Seymour-Conway, V marchese di Hertford, politico britannico († 1884)
- 11 febbraio - Alexander Hamilton Stephens, politico statunitense († 1883)
- 15 febbraio - Cesare de Horatiis, patriota italiano († 1863)
- 15 febbraio - Charles Lewis Tiffany, gioielliere statunitense († 1902)
- 16 febbraio - Henry Wilson, politico statunitense († 1875)
- 17 febbraio - Agostino Ruffini, politico e patriota italiano († 1855)
- 19 febbraio - Zygmunt Krasiński, poeta e scrittore polacco († 1859)
- 19 febbraio - Andrew Murray, botanico, entomologo e avvocato britannico († 1878)
- 19 febbraio - Caterina Percoto, scrittrice e poetessa italiana († 1887)
- 22 febbraio - John B. Weller, politico e diplomatico statunitense († 1875)
- 25 febbraio - Carl Christian Hall, politico danese († 1888)
- 25 febbraio - Giuseppe Petroni, patriota e politico italiano († 1888)
- 26 febbraio - Luigi Giraldini, fantino italiano
- 26 febbraio - Harry Grey, VIII conte di Stamford, nobile britannico († 1890)
- 27 febbraio - Samo Chalupka, poeta e pastore protestante slovacco († 1883)
- 27 febbraio - Pieter Harting, botanico, naturalista e idrologo olandese († 1885)
- 28 febbraio - Berthold Auerbach, poeta e scrittore tedesco († 1882)
- 28 febbraio - Idelphonse Favé, militare e scrittore francese († 1894)
- 29 febbraio - Reinier Craeyvanger, pittore e musicista olandese († 1880)
- 29 febbraio - Robert Walter Stewart, pastore protestante scozzese († 1887)

## Marzo(34)
- 1º marzo - Nicolae Crețulescu, politico e medico rumeno († 1900)
- 1º marzo - Augustus Welby Northmore Pugin, architetto e designer inglese († 1852)
- 2 marzo - Carl Edvard Rotwitt, politico danese († 1860)
- 3 marzo - Ernst Friedrich Apelt, filosofo tedesco († 1859)
- 5 marzo - Carlo Rusconi, scrittore, politico e traduttore italiano († 1889)
- 7 marzo - Filippo Mellana, politico italiano († 1874)
- 8 marzo - Louis Gurlitt, pittore tedesco († 1897)
- 9 marzo - Ludwig Franz Alexander Winther, patologo e oculista tedesco († 1871)
- 11 marzo - James Speed, politico e avvocato statunitense († 1887)
- 11 marzo - William Vincent Wallace, compositore e musicista irlandese († 1865)
- 12 marzo - Ignacio Comonfort, militare e politico messicano († 1863)
- 12 marzo - Mauro Morrone, magistrato e politico italiano († 1888)
- 14 marzo - Peter Desaga, inventore tedesco († 1879)
- 14 marzo - John Gilbert, esploratore e naturalista britannico († 1845)
- 14 marzo - Edgar Napoléon Henry Ney, generale e politico francese († 1882)
- 15 marzo - Gennaro Ruo, pittore italiano († 1884)
- 16 marzo - Juraj Dobrila, vescovo cattolico croato († 1882)
- 16 marzo - Carlo Usigli, scacchista italiano († 1894)
- 17 marzo - Jules Jean-Baptiste Dehaussy, pittore francese († 1891)
- 18 marzo - Hector von Holzhausen, generale austriaco († 1890)
- 19 marzo - Joseph-Hugues Fabisch, scultore francese († 1886)
- 19 marzo - Giuseppe Palizzi, pittore italiano († 1888)
- 19 marzo - Francesco Paolo Perez, politico, scrittore e critico letterario italiano († 1892)
- 20 marzo - George Bibb Crittenden, generale statunitense († 1880)
- 20 marzo - Auguste Mestral, fotografo francese († 1884)
- 20 marzo - Charles Vincent Walker, fisico inglese († 1882)
- 21 marzo - William George Ward, matematico e teologo inglese († 1882)
- 22 marzo - Stephen Pearl Andrews, filosofo e linguista statunitense († 1886)
- 24 marzo - Alessandro Avogadro di Casanova, generale e politico italiano († 1886)
- 24 marzo - Louis-Auguste Boileau, architetto francese († 1896)
- 24 marzo - Ernest Petin, scienziato, ingegnere e dirigibilista francese († 1878)
- 25 marzo - Gavriil Jakimovič Lomakin, direttore di coro e compositore russo († 1885)
- 27 marzo - Ivan Ivanovič Panaev, scrittore e giornalista russo († 1862)
- 28 marzo - Pasquale Romanelli, scultore italiano († 1887)

## Aprile(34)
- 2 aprile - John Forster, critico letterario, scrittore e biografo inglese († 1876)
- 2 aprile - Giulio di Lippe-Biesterfeld, nobile tedesco († 1884)
- 3 aprile - Vincenzo Giacomelli, pittore italiano († 1890)
- 3 aprile - Luisa d'Orléans, regina francese († 1850)
- 5 aprile - Henri Place, pittore francese († 1880)
- 6 aprile - Aaron Bernstein, giornalista tedesco († 1884)
- 6 aprile - Giorgio Ciani, incisore italiano († 1877)
- 6 aprile - Aleksandr Ivanovič Gercen, scrittore e filosofo russo († 1870)
- 9 aprile - Giuseppe Cornero, avvocato e prefetto italiano († 1895)
- 9 aprile - Ernest Perrot De Thannberg, patriota e militare francese († 1883)
- 12 aprile - Ermenegildo Castiglioni, imprenditore, patriota e filantropo italiano († 1896)
- 12 aprile - Girolamo d'Andrea, cardinale italiano († 1868)
- 12 aprile - Filippo Evola, presbitero, medico e letterato italiano († 1887)
- 12 aprile - Johann Jakob Sutter, politico svizzero († 1865)
- 13 aprile - Prospero Viani, filologo, biografo e bibliotecario italiano († 1892)
- 14 aprile - George Grey, politico e esploratore britannico († 1898)
- 15 aprile - Théodore Rousseau, pittore francese († 1867)
- 17 aprile - Anatolio Demidoff, imprenditore russo († 1870)
- 17 aprile - Giuseppe Mongeri, storico dell'arte, scrittore e critico d'arte italiano († 1888)
- 18 aprile - Charles Romain Latellier-Valezé, generale francese
- 18 aprile - Carl Ferdinand von Arlt, oculista austriaco († 1887)
- 19 aprile - Joachim Marquardt, filologo classico tedesco († 1882)
- 19 aprile - Enrico Tazzoli, presbitero e patriota italiano († 1852)
- 20 aprile - Quirico Filopanti, politico, astronomo e matematico italiano († 1894)
- 22 aprile - James Broun-Ramsay, I marchese di Dalhousie, nobile e politico scozzese († 1860)
- 22 aprile - Francesco Cuzzetti, avvocato e politico italiano († 1867)
- 22 aprile - Walthère Frère-Orban, politico belga († 1896)
- 22 aprile - Hermann Wasserschleben, storico e giurista tedesco († 1893)
- 23 aprile - Frederick Whitaker, politico neozelandese († 1891)
- 24 aprile - Auguste Millon, chimico, agronomo e farmacista francese († 1867)
- 26 aprile - Thomas Baskerville, scrittore e botanico inglese († 1840)
- 27 aprile - Friedrich von Flotow, compositore tedesco († 1883)
- 28 aprile - Giovanni Nobili, gesuita e missionario italiano († 1856)
- 30 aprile - Kaspar Hauser, tedesco († 1833)

## Maggio(34)
- 3 maggio - Joaquín Espín y Guillén, compositore e musicista spagnolo († 1881)
- 6 maggio - Madame Restell, criminale britannica († 1878)
- 7 maggio - Pompejus Bolley, chimico tedesco († 1870)
- 7 maggio - Robert Browning, poeta e drammaturgo inglese († 1889)
- 7 maggio - Arthur Purves Phayre, militare inglese († 1885)
- 8 maggio - Geremia Barsottini, religioso, poeta e critico letterario italiano († 1884)
- 10 maggio - William Henry Barlow, fisico inglese († 1902)
- 12 maggio - Edward Lear, scrittore e illustratore inglese († 1888)
- 12 maggio - Lorenzo Nina, cardinale italiano († 1885)
- 12 maggio - Carlo Passaglia, teologo e presbitero italiano († 1887)
- 14 maggio - Costache Negri, politico, patriota e scrittore romeno († 1876)
- 14 maggio - Charles William Russell, presbitero e saggista irlandese († 1880)
- 15 maggio - Giovanni Benini, vescovo cattolico italiano († 1896)
- 15 maggio - Jean Pellé, generale francese († 1883)
- 16 maggio - Dominique Dupuy, botanico e zoologo francese († 1885)
- 18 maggio - Francesco Coll Guitart, presbitero spagnolo († 1875)
- 18 maggio - Adolph Eduard Grube, aracnologo e zoologo tedesco († 1880)
- 19 maggio - Charlotte Bertie, nobildonna e scrittrice inglese († 1895)
- 19 maggio - Edwin Wyndham-Quin, III conte di Dunraven e Mount-Earl, nobile, politico e archeologo irlandese († 1871)
- 19 maggio - Wilhelm Theodor Gümbel, botanico tedesco († 1858)
- 22 maggio - Gabriel Ajvazovskij, storico, filologo e arcivescovo cristiano orientale armeno († 1871)
- 22 maggio - Theodor Bergk, filologo classico tedesco († 1881)
- 22 maggio - Giovanni Bonollo, politico italiano († 1861)
- 22 maggio - Giulia Molino-Colombini, scrittrice, poetessa e pedagoga italiana († 1879)
- 24 maggio - Teodoro Duclère, pittore italiano († 1869)
- 24 maggio - Fritz L'Allemand, pittore austriaco († 1866)
- 25 maggio - Filippo Pacini, anatomista e patologo italiano († 1883)
- 26 maggio - John O. Meusebach, imprenditore, naturalista e politico tedesco († 1897)
- 27 maggio - Wilhelm Konrad Hermann Müller, filologo e scrittore tedesco († 1890)
- 27 maggio - Stepanos Nazarian, editore, critico letterario e giornalista armeno († 1879)
- 27 maggio - Giovanni Sotis, medico, politico e storico italiano († 1886)
- 30 maggio - Ferrante Ferri Pasolini, magistrato e politico italiano († 1887)
- 30 maggio - John Alexander McClernand, avvocato, politico e generale statunitense († 1900)
- 31 maggio - Tomàs Aguiló, poeta spagnolo († 1884)

## Giugno(25)
- 2 giugno - Pietro Beltrami, imprenditore e politico italiano († 1872)
- 4 giugno - Pietro Giuseppe de Gaudenzi, vescovo cattolico italiano († 1891)
- 6 giugno - Marie-Alexandre Alophe, pittore e incisore francese († 1883)
- 7 giugno - Antonio Cima, fisico italiano († 1877)
- 9 giugno - Hermann von Fehling, chimico tedesco († 1885)
- 9 giugno - Johann Gottfried Galle, astronomo tedesco († 1910)
- 10 giugno - Mihrimah Sultan, principessa ottomana († 1838)
- 10 giugno - Gustav Friedrich Oehler, teologo tedesco († 1872)
- 12 giugno - Edmond Hébert, geologo francese († 1890)
- 13 giugno - Adolphe Braun, fotografo francese († 1877)
- 13 giugno - Paolo Emiliani Giudici, scrittore, storico e critico letterario italiano († 1872)
- 13 giugno - Izmail Ivanovič Sreznevskij, slavista russo († 1880)
- 14 giugno - Fernando Wood, politico e mercante statunitense († 1881)
- 16 giugno - Mary Paget, nobildonna inglese († 1859)
- 17 giugno - Manuel Antonio Carreño, musicista, insegnante e diplomatico venezuelano († 1874)
- 18 giugno - Ivan Aleksandrovič Gončarov, scrittore russo († 1891)
- 18 giugno - Otto Wilhelm Sonder, botanico e farmacista tedesco († 1881)
- 20 giugno - Antonio Berti, medico e politico italiano († 1879)
- 21 giugno - Félix Danjou, organista e compositore francese († 1866)
- 26 giugno - Jane Hunt, attivista statunitense († 1889)
- 28 giugno - Carlo Giachery, architetto italiano († 1865)
- 28 giugno - Alamanno Morelli, attore teatrale italiano († 1893)
- 28 giugno - John Plimmer, politico neozelandese († 1905)
- 28 giugno - Ludwig Strümpell, filosofo e pedagogista tedesco († 1899)
- 29 giugno - Samuel Tzschirner, rivoluzionario, avvocato e politico tedesco († 1870)

## Luglio(31)
- 1º luglio - Pavel Vasil'evič Annenkov, critico letterario e storico russo († 1887)
- 2 luglio - Carlo Battaglini, avvocato e politico svizzero († 1888)
- 2 luglio - Nathaniel de Rothschild, banchiere e enologo britannico († 1870)
- 3 luglio - Rudolf Obermann, educatore e ginnasta svizzero († 1869)
- 4 luglio - Lorenzo Vela, scultore svizzero († 1897)
- 5 luglio - Adelbert von Keller, filologo e bibliotecario tedesco († 1883)
- 9 luglio - George Henry Kendrick Thwaites, botanico inglese († 1882)
- 11 luglio - Pietro Augusto Adami, banchiere italiano († 1898)
- 11 luglio - Louis Leroy, giornalista, drammaturgo e pittore francese († 1885)
- 11 luglio - Ferdinand von Rosenzweig, militare e ingegnere austriaco († 1892)
- 12 luglio - Mirzə Fətəli Axundov, scrittore azero († 1878)
- 13 luglio - Anne Warren Weston, attivista statunitense († 1890)
- 14 luglio - Buenaventura Báez, politico dominicano († 1884)
- 15 luglio - Benno Adam, pittore tedesco († 1892)
- 15 luglio - James Robert Hope-Scott, politico scozzese († 1873)
- 15 luglio - Emil von Sydow, militare, geografo e cartografo tedesco († 1873)
- 16 luglio - Henry Barbet de Jouy, archeologo e storico francese († 1896)
- 20 luglio - Henry Edwards, I baronetto Edwards di Pye Nest, politico britannico († 1886)
- 20 luglio - Johann Gildemeister, orientalista tedesco († 1890)
- 21 luglio - Louw Wepener, militare sudafricano († 1865)
- 23 luglio - Raffaele Pareto, ingegnere italiano († 1882)
- 24 luglio - Christopher Edmund Broome, micologo inglese († 1886)
- 24 luglio - Michelangelo Console, botanico italiano († 1897)
- 24 luglio - Enrico Poggi, magistrato e politico italiano († 1890)
- 26 luglio - Luigi Ferrario, storico, archivista e paleografo italiano († 1871)
- 27 luglio - Carlo di Solms-Braunfels, ufficiale, militare e principe tedesco († 1875)
- 28 luglio - Józef Ignacy Kraszewski, scrittore polacco († 1887)
- 30 luglio - Harrison Ludington, politico statunitense († 1891)
- 30 luglio - Alessandro Sidoli, architetto, pittore e disegnatore italiano († 1855)
- 31 luglio - Amelia di Leuchtenberg, duchessa († 1873)
- 31 luglio - Louis Blenker, generale e rivoluzionario tedesco († 1863)

## Agosto(22)
- 1º agosto - Luigi Guglielmo di Bentheim e Steinfurt, principe tedesco († 1890)
- 1º agosto - Rudolf Apponyi von Nagy-Appony, diplomatico e nobile austriaco († 1876)
- 1º agosto - Jean-Baptiste-François Pitra, cardinale e vescovo cattolico francese († 1889)
- 2 agosto - Giovanni Battista Delponte, docente, medico e botanico italiano († 1884)
- 3 agosto - Arthur Cunynghame, generale britannico († 1884)
- 5 agosto - Russell Thacher Trall, medico statunitense († 1877)
- 6 agosto - Emmanuel Arago, politico francese († 1896)
- 7 agosto - Giulio Carcano, politico, scrittore e giornalista italiano († 1884)
- 9 agosto - Victor von Bruns, chirurgo tedesco († 1883)
- 11 agosto - Antonio Pellegrini, cardinale italiano († 1887)
- 12 agosto - John Oxenford, drammaturgo, traduttore e librettista inglese († 1877)
- 13 agosto - Carl Rahl, pittore austriaco († 1865)
- 19 agosto - Carlo Torre, prefetto e politico italiano († 1889)
- 22 agosto - Geraldine Jewsbury, scrittrice inglese († 1880)
- 22 agosto - Giacomo Trecourt, pittore italiano († 1882)
- 22 agosto - Marina Videmari, religiosa italiana († 1891)
- 23 agosto - Fedele Fedeli, medico italiano († 1888)
- 25 agosto - Nikolaj Nikolaevič Zinin, chimico russo († 1880)
- 26 agosto - Pietro di Oldenburg, duca († 1881)
- 27 agosto - Bertalan Szemere, poeta e politico ungherese († 1869)
- 28 agosto - Rudolf von Alt, pittore e incisore austriaco († 1905)
- 31 agosto - Casimiro Sperino, politico italiano († 1894)

## Settembre(25)
- 1º settembre - James Campbell, politico statunitense († 1893)
- 2 settembre - William Fox, politico neozelandese († 1893)
- 2 settembre - Giuseppe Revere, scrittore e politico italiano († 1889)
- 3 settembre - Luigi Fontana, architetto svizzero († 1877)
- 3 settembre - François Hamille, politico e avvocato francese († 1885)
- 4 settembre - John Anthony Winston, politico statunitense († 1871)
- 5 settembre - Carlo Noè, ingegnere idraulico italiano († 1873)
- 8 settembre - Natal'ja Nikolaevna Gončarova, russa († 1863)
- 12 settembre - Richard March Hoe, inventore statunitense († 1886)
- 12 settembre - Bernard Smith, presbitero irlandese († 1892)
- 13 settembre - Filippo Brignone, generale e politico italiano († 1877)
- 14 settembre - Giuseppe Buzzi Leone, scultore italiano († 1843)
- 15 settembre - Bartolomeo Galletti, patriota e militare italiano († 1887)
- 16 settembre - Anna Louisa Geertruida Bosboom-Toussaint, scrittrice olandese († 1886)
- 16 settembre - Robert Fortune, esploratore e botanico britannico († 1880)
- 18 settembre - Gennaro Bellelli, politico italiano († 1864)
- 18 settembre - Herschel V. Johnson, politico statunitense († 1880)
- 20 settembre - Giovan Battista Albini, ammiraglio italiano († 1876)
- 20 settembre - Jacques Félix Auguste Lepic, generale francese († 1868)
- 21 settembre - Claudine Rhédey von Kis-Rhéde, nobildonna ungherese († 1841)
- 23 settembre - Giuseppe Pisanelli, giurista e politico italiano († 1879)
- 26 settembre - Wilhelm Adolf Schmidt, storico tedesco († 1887)
- 29 settembre - Enrico Bindi, arcivescovo e letterato italiano († 1876)
- 29 settembre - Eudoxiu de Hurmuzachi, politico e storico romeno († 1874)
- 29 settembre - Archibald Montgomerie, XIII conte di Eglinton, nobile e politico scozzese († 1861)

## Ottobre(23)
- 4 ottobre - Fanny Tacchinardi, soprano italiano († 1867)
- 7 ottobre - Giuseppe Borsani, magistrato e politico italiano († 1886)
- 12 ottobre - Giovanni Belli, ingegnere e politico italiano († 1904)
- 12 ottobre - Ascanio Sobrero, chimico e medico italiano († 1888)
- 14 ottobre - Carl Christoffer Georg Andræ, politico e matematico danese († 1893)
- 14 ottobre - Karl Theodor Bayrhoffer, filosofo tedesco († 1888)
- 16 ottobre - Leonetto Cipriani, politico francese († 1888)
- 16 ottobre - Marcello Costamezzana, politico italiano († 1874)
- 17 ottobre - Rudolph Otto von Budritzki, generale tedesco († 1876)
- 18 ottobre - Johann Burgauner, pittore austriaco († 1891)
- 18 ottobre - Andrea Formica, vescovo cattolico italiano († 1885)
- 19 ottobre - Agostino Bertani, medico, patriota e politico italiano († 1886)
- 20 ottobre - Nadežda Borisovna Czetwertyński-Światopełk, nobildonna e filantropa polacca († 1909)
- 20 ottobre - Austin Flint, medico statunitense († 1886)
- 21 ottobre - Richard Cromwell Carpenter, architetto britannico († 1855)
- 21 ottobre - Otto von Camphausen, politico prussiano († 1896)
- 22 ottobre - Luigi Carlo Farini, medico, storico e politico italiano († 1866)
- 23 ottobre - Elisabetta Benato Beltrami, pittrice e scultrice italiana († 1888)
- 28 ottobre - Matteo II Thun, nobile, mecenate e collezionista d'arte italiano († 1892)
- 28 ottobre - Cirilo Villaverde, scrittore cubano († 1894)
- 29 ottobre - Maximilian Karl Lamoral O'Donnell, militare austriaco († 1895)
- 29 ottobre - Giovanni Battista a Prato, abate, politico e giornalista italiano († 1883)
- 31 ottobre - Claudio Grafulla, direttore di banda e compositore spagnolo († 1880)

## Novembre(25)
- 2 novembre - Edmund von Hartig, diplomatico e nobile austriaco († 1883)
- 6 novembre - Enrico Guicciardi, politico italiano († 1895)
- 7 novembre - Ida Botti Scifoni, pittrice italiana († 1844)
- 9 novembre - Charles Duclerc, politico francese († 1888)
- 9 novembre - Jean-Barthélemy Hauréau, storico, filologo e politico francese († 1896)
- 9 novembre - Gabriele Rosa, patriota e scrittore italiano († 1897)
- 10 novembre - Paul Abadie, architetto francese († 1884)
- 10 novembre - Zuo Zongtang, generale e nobile cinese († 1885)
- 12 novembre - Salesio Pegrassi, scultore italiano († 1879)
- 13 novembre - Paolo Viora, politico italiano († 1868)
- 14 novembre - Aleardo Aleardi, poeta e politico italiano († 1878)
- 14 novembre - Maria Cristina di Savoia, regina († 1836)
- 15 novembre - Aimé-Victor-François Guilbert, cardinale e arcivescovo cattolico francese († 1889)
- 16 novembre - Francesco Carrara, archeologo dalmata († 1854)
- 16 novembre - Elisa Counis, pittrice svizzera († 1847)
- 19 novembre - Adalbert Kuhn, linguista e filologo tedesco († 1881)
- 19 novembre - Eugène de Mirecourt, giornalista e scrittore francese († 1880)
- 20 novembre - Emilia Chopin, polacca († 1827)
- 20 novembre - James Wyld, cartografo e politico britannico († 1887)
- 22 novembre - Johanne Luise Heiberg, attrice teatrale e drammaturga danese († 1890)
- 24 novembre - Nikolaj Stepanovič Pimenov, scultore russo († 1864)
- 25 novembre - Henry Mayhew, giornalista britannico († 1887)
- 25 novembre - Julius Petzholdt, bibliografo e bibliotecario tedesco († 1891)
- 27 novembre - Roundell Palmer, I conte di Selborne, politico inglese († 1895)
- 30 novembre - Auguste Duméril, zoologo francese († 1870)

## Dicembre(29)
- 1º dicembre - Claude Jules Isidore Manéque, generale francese († 1870)
- 3 dicembre - Hendrik Conscience, scrittore belga († 1883)
- 3 dicembre - Cesare Masini, pittore e scrittore italiano († 1891)
- 5 dicembre - Ambrogio di Optina, religioso e santo russo († 1891)
- 5 dicembre - Leonardo Massabò, pittore italiano († 1886)
- 6 dicembre - H. L. Bateman, attore teatrale e direttore teatrale statunitense († 1875)
- 6 dicembre - Louis-Nicolas Cabat, pittore e incisore francese († 1893)
- 6 dicembre - Gennaro Simini, patriota e medico italiano († 1880)
- 6 dicembre - Gustave Vaëz, librettista, drammaturgo e traduttore belga († 1862)
- 7 dicembre - Hieronim Kajsiewicz, presbitero polacco († 1873)
- 8 dicembre - Rocco Camerata Scovazzo, nobile italiano († 1892)
- 8 dicembre - Henry Varnum Poor, avvocato e imprenditore statunitense († 1905)
- 8 dicembre - Maria Teresa Gozzadini, nobile e patriota italiana († 1881)
- 9 dicembre - James Henley Thornwell, predicatore e scrittore statunitense († 1862)
- 12 dicembre - Pietro Donati, politico italiano († 1883)
- 13 dicembre - Francesco Saverio Petagna, vescovo cattolico italiano († 1878)
- 14 dicembre - Charles Canning, I conte Canning, politico e nobile britannico († 1862)
- 14 dicembre - Giuseppe Cimato, patriota italiano († 1897)
- 18 dicembre - Paul Siraudin, librettista e drammaturgo francese († 1883)
- 20 dicembre - Luigi Acquaviva, nobile, politico e generale italiano († 1898)
- 20 dicembre - Achille Peri, compositore e direttore d'orchestra italiano († 1880)
- 22 dicembre - Paul Auguste Ernest Laugier, astronomo francese († 1872)
- 23 dicembre - Matteo Raeli, patriota, giurista e politico italiano († 1875)
- 23 dicembre - Samuel Smiles, scrittore, giornalista e politico scozzese († 1904)
- 23 dicembre - Henri-Alexandre Wallon, storico e politico francese († 1904)
- 24 dicembre - Karl Eduard Zachariae von Lingenthal, giurista e storico tedesco († 1894)
- 28 dicembre - Giovanni Michelotti, naturalista, geologo e paleontologo italiano († 1898)
- 28 dicembre - Julius Rietz, compositore e direttore d'orchestra tedesco († 1877)
- 29 dicembre - John G. Nichols, politico statunitense († 1898)

## Senza giorno specificato(31)
- George James Allman, biologo irlandese († 1898)
- Augusto Anfossi, patriota e militare italiano († 1848)
- Giulio Avigdor, politico italiano († 1855)
- Modesto Bonato, abate, storico e scrittore italiano († 1902)
- Giuseppe Cappellini, architetto italiano († 1876)
- Ludwig von Comini, farmacista, enologo e agronomo austriaco († 1869)
- Angelo Conti, scultore e paleontologo italiano († 1876)
- Gustavo Corridi, imprenditore italiano († 1867)
- Cesare Dalbono, scrittore e traduttore italiano († 1889)
- William Davis, pittore irlandese († 1873)
- Teodoro De Rossi di Santa Rosa, politico e funzionario italiano († 1890)
- Girolamo Domenichini, pittore italiano († 1891)
- Vincenzo Franceschini, pittore italiano († 1884)
- Marie-Reine Guindorf, attivista francese († 1837)
- Achille Iacobelli, imprenditore italiano († 1872)
- Pietro Isella, scultore svizzero († 1871)
- Nanette Kaulla, modella tedesca († 1876)
- Mohan Lal Zutshi, viaggiatore, diplomatico e scrittore indiano († 1877)
- Francesco Malacrea, pittore austriaco († 1886)
- Francesc Daniel Molina i Casamajó, architetto spagnolo († 1867)
- Pertevniyal Sultan, ottomana († 1883)
- Pietro Strada, medico e politico italiano († 1877)
- Domènec Talarn, scultore spagnolo († 1902)
- Giulio Terzaghi, patriota e funzionario italiano († 1864)
- Ignaz Tomaselli, baritono austriaco († 1862)
- Luigi Torchi, inventore italiano
- Fëdor Fëdorovič Trepov, generale russo († 1889)
- Truganini, australiana († 1876)
- Angiolo della Valle, architetto italiano († 1871)
- Stefano Zirilli, patriota italiano († 1884)
- Eusébio de Queirós, magistrato e politico brasiliano († 1868)